# Juan Grande (Gran Canaria)
Juan Grande es una localidad perteneciente al municipio español de San Bartolomé de Tirajana, situado en la provincia de Las Palmas, Canarias. Está ubicado en el sudeste de la isla de Gran Canaria. Colinda con las localidades de Castillo del Romeral, Los Rodeos, Aldea Blanca y El Matorral. Debe su nombre a San Juan Grande, santo sevillano.

## Población
Su población en 2016 asciende a un total de 585 habitantes. La población está envejecida, ya que existe una elevada proporción de personas mayores.
Gran parte de los vecinos de Juan Grande no son propietarios de sus viviendas. Los solares son propiedad del conde de la Vega Grande, que hace décadas, cedió a parte de sus trabajadores y personal de confianza.
Si bien la población infantil es baja, Juan Grande cuenta con el CEIP Juan Grande, un colegio público.

## Actividades: aparcería y cultivos de tomate
Los invernaderos de tomate fueron una importante fuente de trabajo para los vecinos de Juan Grande y zonas próximas. Actualmente, esta actividad ha decaído, en favor del turismo.
Sin embargo, quedan reductos de campos de tomateros, producto destinado a la exportación, que serpentean las tierras costeras, mostrándonos una mayor concentración en Aldea Blanca y Juan Grande, la realidad es que la agricultura ocupa actualmente un segundo plano en la economía del municipio.

## Finca Condal Vega Grande
La finca Condal Vega Grande es un complejo histórico emplazado en Juan Grande. Este conjunto arquitectónico se asienta sobre una superficie de más de 20 000 m² en el que las edificaciones, los jardines, las plazas y patios se combinan armoniosamente. En el año 1996 fue catalogada como conjunto de elementos de interés Histórico-Artístico en el Plan General de Ordenación Urbana de San Bartolomé de Tirajana.
Las primeras referencias históricas sobre los edificios que forman parte de esta hacienda datan de 1691, fecha en la que comienza la construcción la ermita dedicada a Nuestra Señora de Guadalupe. Los edificios históricos que forman parte de la finca Condal Vega Grande han sido objeto durante su existencia de numerosas reformas y reconstrucciones, habiendo recuperado, tras su reciente restauración por la familia Del Castillo, el esplendor de que gozó en épocas pasadas.

## Fiestas
Las festividades locales son las dedicadas a la Virgen de Guadalupe, con actividades lúdicas y religiosas y de fecha variable, y a San Juan Grande, celebración únicamente religiosa.
La figura de San Juan Grande fue cedida hace unos pocos años por hermanos de la Orden Hospitalaria de San Juan de Dios, de Las Palmas de Gran Canaria.
Normalmente, las fiestas en honor a la Virgen de Guadalupe se suelen celebrar en período estival, por la razón de que los niños suelen estar de vacaciones y así aumenta la participación en las fiestas, si bien la festividad de la Virgen se celebra oficialmente el 12 de diciembre según el calendario religioso.
Hace años, la fiesta se solía celebrar durante las últimas semanas de junio, a partir del día de San Juan, tradicional en Canarias, y en el que se realizan hogueras. La duración de la fiesta era de unos 10 días. 
En los últimos tiempos, por falta de presupuesto y poca disponibilidad de los vecinos para formar parte de la Comisión organizadora de las fiestas, se ha convertido en una fiesta de unos 3-4 días de duración, y suele realizarse en colaboración con el animador sociocultural, empleado de la Concejalía de Cultura del municipio.

## Reivindicación de los vecinos
Los vecinos de Juan Grande se han visto obligados a protestar frente a la ampliación del vertedero, la existencia de una central térmica a pocos kilómetros de los núcleos de población, la posible instalación de una regasificadora, la construcción de una incineradora y, más recientemente, la fabricación de una cárcel de grandes dimensiones. Esta última protesta ha contado, además, con la colaboración de vecinos de Castillo del Romeral, los cuales también se ven afectados.Además también ven la falta de viviendas y reforma de su centro deportivo y campo de futbol.

## Centro Penitenciario Las Palmas II
Inaugurado en marzo de 2011, está situado entre Juan Grande y El Matorral. Es uno de los centros más modernos del Estado desde el punto de vista arquitectónico, incluyendo mejores sistemas de seguridad, ampliación de celdas y nuevos espacios destinados a fines formativos y de aprendizaje. En total, el centro penitenciario lo conforman 28 edificios repartidos en una extensión de 51 hectáreas de terreno.

## Complejo Medioambiental de Juan Grande
El Cabildo de Gran Canaria se había comprometido a clausurar el vertedero en el año 2004. Sin embargo, lo que sucedió fue que se aprobó su ampliación.
A raíz de un artículo publicado por el periódico de tirada regional Canarias7 bajo el título “Un pequeño Chernobyl en Juan Grande” se encendieron las alarmas sobre el estado del complejo medioambiental, por lo que actualmente está siendo investigada su gestión.
El Servicio al Medio Ambiente de la Fiscalía de Las Palmas incoó el pasado 7 de marzo diligencias preliminares de investigación sobre el complejo medioambiental de Juan Grande (San Bartolomé de Tirajana), y en la actualidad, tras haber recabado informes del Servicio de Protección a la Naturaleza (Seprona) de la Guardia Civil, está a la espera de recepcionar el informe de evaluación de la Agencia de Protección al Medio Urbano y Natural (APMUN) de la Consejería de Medio Ambiente del Gobierno de Canarias.

## Central Térmica de Juan Grande
Los riesgos para la salud que esta central térmica supone para la población de Juan Grande, Castillo del Romeral y El Matorral han sido escasamente estudiados. 
En mayo de 2012, la central era noticia a nivel nacional por un accidente que costó la vida a un trabajador.

## Planta de Gas
El presidente del Cabildo de Gran Canaria, Don J. M. Bravo de Laguna, ha declarado a medios de comunicación que “no se especule con la ubicación final de la regasificadora hasta que se pronuncien los técnicos que elaboran el Plan de Hidrocarburos”. No obstante, Bravo de Laguna aprovechó su visita a San Bartolomé de Tirajana para insinuar que la localidad de Juan Grande, uno de los posibles emplazamientos, ya se ha sacrificado con la prisión, el vertedero insular y la planta de energía.
Finalmente, la Planta de Gas estará ubicada en El Tablero a unos 250 metros de las casas más cercanas.

## Incineradora
El consejo de gobierno del Cabildo Insular de Gran Canaria aprobó en 2009 el avance del Plan Territorial Especial de Residuos de la isla (PTER), que incluye como principal infraestructura la construcción de una incineradora.
El avance del PTER no fijó su emplazamiento, ya que eso se establecerá en su documento de aprobación inicial. Sin embargo, en el debate generado con el plan director se estimaba el entorno de Juan Grande como su mejor ubicación ante la necesidad de estar junto a una central eléctrica.